# Prager Oberpostamts-Zeitung
Die k. k. Prager Oberpostamts-Zeitung war eine deutschsprachige Prager Zeitung.

## Geschichte und Profil
Die k. k. Prager Oberpostamts-Zeitung war die Nachfolgerin der Prager Post-Zeitung. Sie erschien vom 2. Januar 1781 bis 1814 im Verlag von Johann Ferdinand von Schönfeld, dem bedeutendsten böhmischen Drucker, Verleger, Buchhändler und Papierhersteller seiner Zeit, der seit Mitte der 1790er Jahre in Wien als Kunstsammler und Mäzen wirkte.
Die Zeitung erschien wöchentlich dreimal, jeweils Montag, Mittwoch und Freitag. Sie war das offizielle Amtsblatt für Böhmen.
Sie enthielt außer politischen Nachrichten aus aller Welt sowie aus Österreich auch ein reichhaltiges Feuilleton. Einen Schwerpunkt bildeten Nachrichten über Konzerte, Opern- und Theateraufführungen. Das hing auch damit zusammen, dass Schönfeld selbst sehr musikinteressiert war. Zusammen mit seiner Frau Johanna geb. Löhnert gehörte er 1795 zu den Subskribenten von Beethovens Klaviertrios op. 1, im Jahr darauf publizierte er ein Jahrbuch der Tonkunst von Wien und Prag, in dem er Beethoven – obwohl dieser erst 25 Jahre alt war – bereits als „ein musikalisches Genie“ bezeichnete.
Die Zeitung ist insofern eine wichtige Quelle für die Mozart-Forschung, ebenso für die Beethoven-Forschung. Die täglich erschienenen Fremdenlisten, die unter der Rubrik „Angekommene in Prag“ gedruckt wurden, ermöglichen es darüber hinaus, den Aufenthalt bedeutender Persönlichkeiten in der Stadt im Nachhinein zu dokumentieren. Auf diese Weise war es beispielsweise möglich, Beethovens Reise nach Prag im Zusammenhang mit seinem berühmten Brief an die Unsterbliche Geliebte (1812) zu belegen, ebenso den dortigen Aufenthalt der unbekannten Adressatin zu recherchieren.
Heute sind nur noch wenige Exemplare erhalten. Den umfangreichsten Bestand besitzt die Tschechische Nationalbibliothek, wo die Jahrgänge 1802 bis 1814 vollständig vorhanden sind.
Nachfolger der k. k. Prager Oberpostamts-Zeitung war ab 1814 die k. k. privilegirte Prager Zeitung.